# Ruta 4 (Paraguay)
Die Ruta 4, auch als Gral. José Eduvigis Díaz bezeichnet, ist eine Fernstraße in Paraguay. Die Straße ist eine Ost-West-Route durch den Süden des Landes, von San Ignacio nach Paso de Patria in der Nähe der Grenze zu Argentinien. Die RN 4 ist 197 km lang.

## Straßenbeschreibung
Die RN4 beginnt in der Stadt San Ignacio an der Ruta 1 und läuft nach Westen durch dünn besiedelte Gebiete und Feuchtgebiete mit wenig Aufforstung und wenig Anbaufläche. Auf den ersten 137 Kilometern nach Pilar führt die RN4 kaum durch Ortschaften. Pilar liegt an der Grenze zu Argentinien. Es gibt eine Fähre über den Río Paraguay. Die RN4 knickt in Pilar in Richtung Südwesten ab und verläuft parallel zum Fluss bis zur südwestlichsten Spitze von Paraguay. Die RN4 endet in der Ortschaft Paso de Patria, nahe der Mündung des Río Paraguay in den Río Paraná.

## Geschichte
Die RN4 ist keine wichtige Straße, da sie nur an kleinen Dörfern vorbeiläuft. Es ist die einzige Straße im Südwesten von Paraguay durch eine dünn besiedelte Gegend. Im Jahr 2012 war der Ost-West-Teil von San Ignacio nach Pilar gepflastert, nicht aber der südliche Teil der Route von Pilar an.

## Weblinks

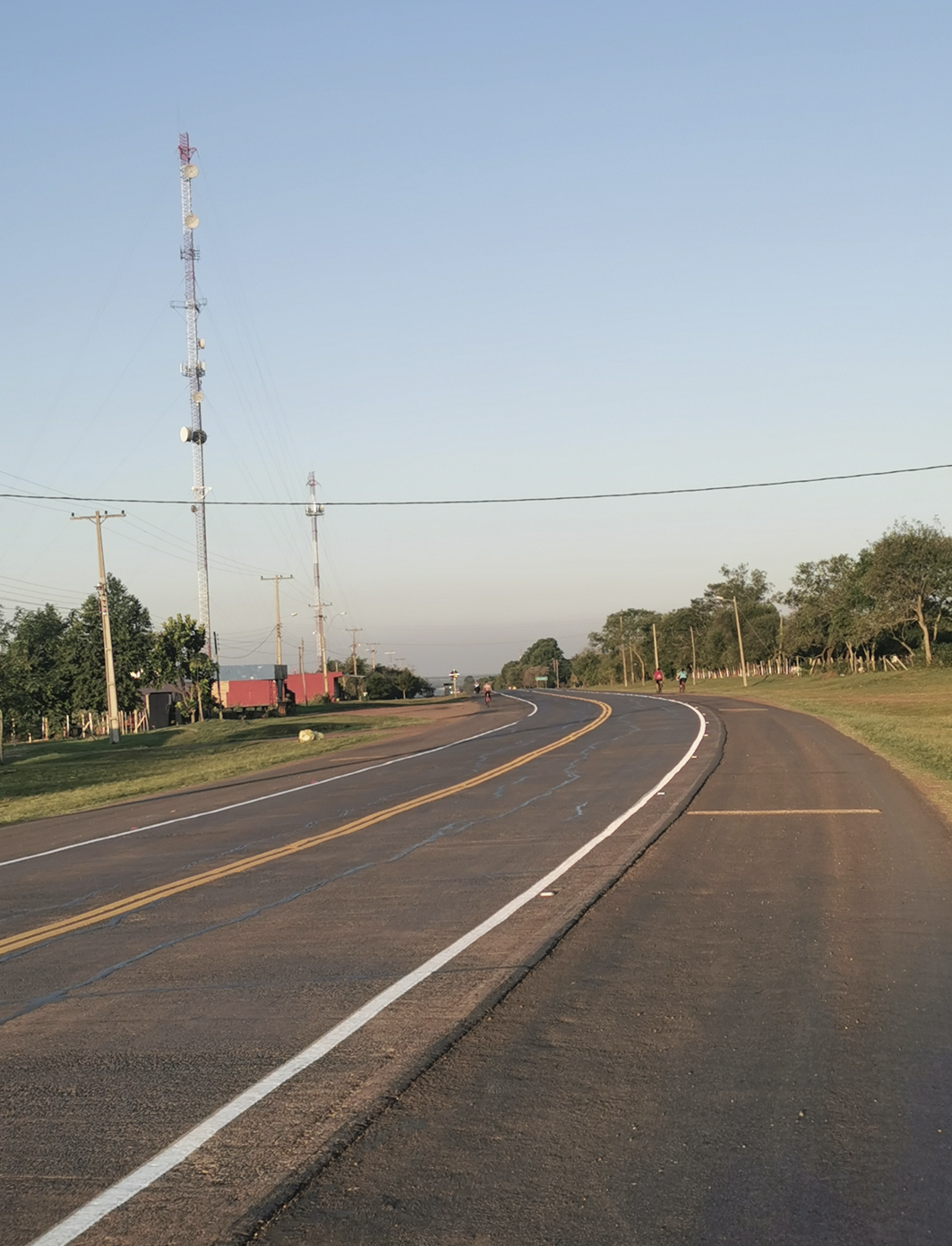
Ruta PY04 in Pilar, Misiones